# Serhij Popov
Serhij Oleksandrovyč Popov (in ucraino Сергій Олександрович Попов?; Makiïvka, 22 aprile 1971) è un allenatore di calcio ed ex calciatore ucraino, di ruolo difensore, assistente di Viktor Skrypnyk allo Zorja.